# Matozinhos
Matozinhos is een gemeente in de Braziliaanse deelstaat Minas Gerais. De gemeente telt 34.789 inwoners (schatting 2009).

## Geboren in Matozinhos
- Paulo Isidoro (1953), voetballer